# Битва при Памплоне
Битва при Памплоне — сражение Итальянской войны 1521—1526 годов, состоявшееся 20 мая 1521 года.

## Предыстория
В 1518 году мир, установившийся в Западной Европе после битвы при Мариньяно, зашатался. В декабре 1520 года французский король Франциск I начал подготовку к войне против испанского короля Карла V, избранного императором Священной Римской империи. Так как английский король Генрих VIII выразил явное намерение выступить против того, кто нарушит мир на континенте, французы решили вместо объявления войны сделать ставку на поддержку диссидентов, которые должны были вторгнуться на испанскую и имперскую территории. Одну атаку — вдоль Мааса — возглавил Роберт III де Ла Марк, а другую — в Наварру — формально возглавил Генрих II Наваррский, у которого Фердинанд II Арагонский в 1512 году отнял семейные владения (однако на самом деле армией командовал Андре де Фуа).

## Ход событий
15 мая Андре де Фуа во главе войска, состоявшего из 12 тысяч пехотинцев (в основном гасконцев) с артиллерией захватил Сен-Жан-Пье-де-Пор, откуда пошёл на Ронсесвальес и Бургете. Население Памплоны восстало, и Антонио Манрике де Лара — герцог Нахера и вице-король Наварры — 17 мая бежал в Альфаро. Немногочисленные кастильские солдаты во главе с Иньиго де Лойола укрылись в крепости Памплоны. 21 мая начался штурм крепости вошедшими в город франко-наваррскими войсками, и после того, как пушечным ядром Лойоле перебило ноги, крепость пала.

## Итоги и последствия
Взяв Памплону, Андре де Фуа вместо того, чтобы очистить от кастильцев всю Наварру, вторгся в Кастилию и осадил Логроньо. Тем временем испанцы подавили восстание комунерос и, собрав огромную армию в 25 000 человек, контратаковали в Наварре. 11 июня Андре де Фуа снял осаду Логроньо и отступил обратно в Наварру. 30 июня обе армии встретились недалеко от Памплоны, и в ходе последующего сражения Андре де Фуа был разбит.